# Liolaemus polystictus
Espèce
Statut de conservation UICN

 LC  : Préoccupation mineure
Liolaemus polystictus est une espèce de sauriens de la famille des Liolaemidae.

## Répartition et habitat
Cette espèce est endémique du Pérou. Elle vit dans la puna.

## Publication originale
- Laurent, 1992 : On some overlooked species of the genus Liolaemus Wiegmann (Reptilia Tropiduridae) from Peru. Breviora, no 494, p. 1-33 (texte intégral).